# 안톄 부슈슐테
안톄 부슈슐테(독일어: Antje Buschschulte, 1978년 12월 27일 ~ )은 독일의 수영 선수이다. 역대 올림픽에서 동메달을 휩쓸었다.